# Rafael Otón Castro Jiménez
Rafael Otón Castro Jiménez (San José, 16 de enero de 1877 - 14 de diciembre de 1939) fue el primer arzobispo de la Provincia eclesiástica de Costa Rica.

## Datos biográficos
Castro Jiménez nació en San José. Fue ordenado sacerdote en la misma ciudad (1899). Fue nombrado arzobispo el 10 de marzo de 1921 y el 2 de agosto del mismo año recibió la ordenación arzobispal del arzobispo Giovanni Battista Marenco, SDB.

## Fallecimiento
Falleció en San José, el 14 de diciembre de 1939.